# Hydraziniumformiat
Hydraziniumformiat ist eine organische Verbindung und das Salz des Hydrazins mit Ameisensäure.

## Reaktionen
Mit Carbonylgruppen reagiert Hydraziniumformiat unter Bildung von Azinen, was sich auch als Schutzgruppe eignet. Die Entschützung funktioniert mit Triethylammoniumchlorochromat.
Mit Raney-Nickel sowie Hydraziniumformiat als Wasserstoffdonor können Nitrogruppen und Nitrilgruppen zu Aminogruppen reduziert werden. Mit Magnesium sowie Hydraziniumformiat als Wasserstoffdonor können Nitrogruppen selektiv reduziert werden. Diese Methode ist kompatibel mit anderen reduzierbaren Gruppen wie Nitrilen, Carbonsäuren, Estern und Halogenatomen. Die Methode funktioniert analog auch mit Zink statt Magnesium. Azidgruppen werden mit Hydraziniumformiat und Zink ebenfalls zu Aminen reduziert.
Mit Cobalt-, Nickel- und Zinkionen reagiert Hydraziniumformiat unter Bildung von Komplexen, die das Hydrazinium-Ion als Ligand tragen, was ein seltener Fall eines positiv geladenen Liganden ist.